# Manuel Comnè (fill d'Andrònic I)
Manuel Comnè, en grec medieval Μανουήλ Κομνηνός, nascut cap al 1145 i mort el 1185, era un noble de l'Imperi Romà d'Orient. Va ser el fill gran de l'emperador Andrònic I Comnè i de la seva primera esposa, de la que no es coneix el nom.
Segons algunes hipòtesis, la seva mare seria una germana de Giorgi III de Geòrgia de nom desconegut, casada cap al 1144. Si és cert, seria cosí germà de la reina Tamara de Geòrgia. Manuel Comnè, d'una esposa també anònima va tenir dos fills, Aleix, nascut el 1182, i David, nascut el 1184, tots dos futurs emperadors de Trebisonda.
Després de la mort de Manuel I Comnè el 1180, el va succeir el seu fill Aleix II Comnè. Com que era massa jove per a regnar, es va constituir una regència que dominava el protosebast Aleix Comnè. Manuel Comnè va participar amb el seu germà Joan en un complot contra la regència fomentat per Maria Comnena (filla de Manuel I) i el seu marit Renyer de Montferrat. Descoberta, la conspiració va fracassar i els seus promotors van ser empresonats. Aquest fet podria haver induït a Andrònic I a revoltar-se des de la regió del Pont on era governador i a actuar en contra del protosebast i després contra Aleix II.
Sota el regnat del seu pare, entre els anys 1182 i 1185, Manuel Comnè sembla que es va oposar a algunes de les seves decisions. Això explicaria que el seu germà petit Joan fos preferit per Andrònic com a successor designat. A més, una predicció popular de l'època indicava que l'ordre successió dels emperadors de la Dinastia Comnè respectava una pauta definida per una profecia coneguda com a Profecia AIMA, on es tenia en compte la primera lletra del nom de cada emperador per aplicar l'ordre de successió. Aquesta regla va ser respectada entre el 1081 i el 1182, quan es emperadors van ser: Aleix I Comnè, Joan II Comnè (Ioannes en grec, transcrit Joan), Manuel I Comnè i després Aleix II Comnè. Andrònic, que creia en aquesta predicció, va pensar que havia d'afavorir el seu segon fill. El setembre de 1185, quan el seu pare va ser deposat del tron imperial i després assassinat, Manuel es va treure els ulls ell mateix. És probable que morís a causa de complicacions d'aquesta tortura. En tot cas, va desaparèixer dels arxius històrics aquell any.